# Natação nos Jogos Olímpicos de Verão de 2016 - 100 m borboleta feminino
A competição dos 100 metros borboleta feminino da natação nos Jogos Olímpicos de Verão de 2016 foi disputada nos dias 6 e 7 de agosto no Estádio Aquático Olímpico.

## Medalhistas
| Ouro   | SWE Sarah Sjöström |
| Prata  | CAN Penny Oleksiak |
| Bronze | USA Dana Vollmer   |

## Recordes
Antes desta competição, os recordes mundiais e olímpicos da prova eram os seguintes:
| Tipo | Atleta         | Tempo | Local   | Data                |
| ---- | -------------- | ----- | ------- | ------------------- |
|      | Sarah Sjöström | 55.64 | Cazã    | 3 de agosto de 2015 |
|      | Dana Vollmer   | 55.98 | Londres | 29 de julho de 2012 |

Os seguintes recordes mundiais ou olímpicos foram estabelecidos durante esta competição:
| Data        | Evento    | Atleta             | Tempo | Notas            |
| ----------- | --------- | ------------------ | ----- | ---------------- |
| 6 de agosto | Semifinal | SWE Sarah Sjöström | 55.84 | Recorde olímpico |
| 7 de agosto | Semifinal | SWE Sarah Sjöström | 55.48 | ,                |

## Resultados

### Eliminatórias
| Pos. | Elim. | Raia | Nadadora             | CON                               | Tempo   | Notas   |
| ---- | ----- | ---- | -------------------- | --------------------------------- | ------- | ------- |
| 1    | 6     | 4    | Sarah Sjöström       | SWE Suécia                        | 56.26   | Q       |
| 2    | 4     | 5    | Dana Vollmer         | USA Estados Unidos                | 56.56   | Q       |
| 3    | 6     | 3    | Penny Oleksiak       | CAN Canadá                        | 56.73   | Q, WJR, |
| 4    | 5     | 4    | Kelsi Worrell        | USA Estados Unidos                | 56.97   | Q       |
| 5    | 6     | 6    | Lu Ying              | CHN China                         | 57.08   | Q       |
| 6    | 6     | 5    | Jeanette Ottesen     | DEN Dinamarca                     | 57.15   | Q       |
| 7    | 4     | 4    | Chen Xinyi           | CHN China                         | 57.17   | Q       |
| 8    | 6     | 2    | Rikako Ikee          | JPN Japão                         | 57.27   | Q,      |
| 9    | 5     | 5    | Emma McKeon          | AUS Austrália                     | 57.33   | Q       |
| 10   | 4     | 6    | Liliána Szilágyi     | HUN Hungria                       | 57.70   | Q       |
| 11   | 5     | 2    | An Se-hyeon          | KOR Coreia do Sul                 | 57.80   | Q       |
| 12   | 4     | 7    | Farida Osman         | EGY Egito                         | 57.83   | Q,      |
| 13   | 4     | 8    | Kimberly Buys        | BEL Bélgica                       | 57.91   | Q       |
| 14   | 3     | 5    | Daynara de Paula     | BRA Brasil                        | 57.92   | Q       |
| 15   | 3     | 3    | Natsumi Hoshi        | JPN Japão                         | 58.15   | Q       |
| 15   | 5     | 7    | Daiene Dias          | BRA Brasil                        | 58.15   | Q       |
| 17   | 4     | 3    | Madeline Groves      | AUS Austrália                     | 58.17   |         |
| 18   | 4     | 1    | Anna Ntountounaki    | GRE Grécia                        | 58.27   |         |
| 18   | 5     | 3    | Noemie Thomas        | CAN Canadá                        | 58.27   |         |
| 20   | 6     | 7    | Svetlana Chimrova    | RUS Rússia                        | 58.41   |         |
| 21   | 5     | 6    | Ilaria Bianchi       | ITA Itália                        | 58.48   |         |
| 22   | 4     | 2    | Alexandra Wenk       | GER Alemanha                      | 58.49   |         |
| 23   | 6     | 8    | Kristel Vourna       | GRE Grécia                        | 58.89   |         |
| 24   | 5     | 8    | Marie Wattel         | FRA França                        | 58.90   |         |
| 25   | 3     | 6    | Béryl Gastaldello    | FRA França                        | 58.93   |         |
| 26   | 6     | 1    | Nataliya Lovtsova    | RUS Rússia                        | 59.19   |         |
| 27   | 2     | 4    | Amit Ivry            | ISR Israel                        | 59.42   |         |
| 28   | 3     | 7    | Lucie Svěcená        | CZE República Checa               | 59.45   |         |
| 28   | 3     | 8    | Danielle Villars     | SUI Suíça                         | 59.45   |         |
| 30   | 3     | 4    | Katarína Listopadová | SVK Eslováquia                    | 59.57   |         |
| 31   | 3     | 1    | Judit Ignacio        | ESP Espanha                       | 59.61   |         |
| 32   | 5     | 1    | Louise Hansson       | SWE Suécia                        | 59.73   |         |
| 33   | 3     | 2    | Helena Gasson        | NZL Nova Zelândia                 | 59.82   |         |
| 34   | 2     | 3    | Darya Stepanyuk      | UKR Ucrânia                       | 1:00.81 |         |
| 35   | 2     | 5    | Quah Ting Wen        | SIN Singapura                     | 1:00.88 |         |
| 36   | 2     | 2    | Amina Kajtaz         | BIH Bósnia e Herzegovina          | 1:01.67 |         |
| 37   | 2     | 6    | Marie Laura Meza     | CRC Costa Rica                    | 1:02.01 |         |
| 38   | 2     | 7    | Sotiria Neofytou     | CYP Chipre                        | 1:02.91 |         |
| 39   | 2     | 1    | Jannah Sonnenschein  | MOZ Moçambique                    | 1:04.21 |         |
| 40   | 2     | 8    | Dalia Tórrez Zamora  | NCA Nicarágua                     | 1:05.81 |         |
| 41   | 1     | 4    | Yusra Mardini        | ROT Equipe Olímpica de Refugiados | 1:09.21 |         |
| 42   | 1     | 5    | Oreoluwa Cherebin    | GRN Granada                       | 1:10.40 |         |
| 43   | 1     | 6    | Nooran Ba-Matraf     | YEM Iêmen                         | 1:11.16 |         |
| 44   | 1     | 3    | Johanna Umurungi     | RWA Ruanda                        | 1:11.92 |         |
| 45   | 1     | 2    | Nada Arkaji          | QAT Catar                         | 1:18.86 |         |

### Semifinais

#### Semifinal 1
| Pos. | Raia | Nadadora         | CON                | Tempo | Notas |
| ---- | ---- | ---------------- | ------------------ | ----- | ----- |
| 1    | 6    | Rikako Ikee      | JPN Japão          | 57.05 | Q ,   |
| 2    | 4    | Dana Vollmer     | USA Estados Unidos | 57.06 | Q     |
| 3    | 3    | Jeanette Ottesen | DEN Dinamarca      | 57.47 | Q     |
| 4    | 5    | Kelsi Worrell    | USA Estados Unidos | 57.54 |       |
| 5    | 7    | Farida Osman     | EGY Egito          | 58.26 |       |
| 6    | 2    | Liliána Szilágyi | HUN Hungria        | 58.31 |       |
| 7    | 8    | Daiene Dias      | BRA Brasil         | 58.52 |       |
| 8    | 1    | Daynara de Paula | BRA Brasil         | 58.65 |       |

#### Semifinal 2
| Pos. | Raia | Nadadora       | CON               | Tempo | Notas |
| ---- | ---- | -------------- | ----------------- | ----- | ----- |
| 1    | 4    | Sarah Sjöström | SWE Suécia        | 55.84 | Q,    |
| 2    | 2    | Emma McKeon    | AUS Austrália     | 56.81 | Q     |
| 3    | 5    | Penny Oleksiak | CAN Canadá        | 57.10 | Q     |
| 4    | 3    | Lu Ying        | CHN China         | 57.15 | Q     |
| 5    | 6    | Chen Xinyi     | CHN China         | 57.51 | Q     |
| 6    | 7    | An Se-hyeon    | KOR Coreia do Sul | 57.95 |       |
| 7    | 8    | Natsumi Hoshi  | JPN Japão         | 58.03 |       |
| 8    | 1    | Kimberly Buys  | BEL Bélgica       | 58.63 |       |

### Final
| Pos.              | Raia | Nadadora         | CON                | Tempo   | Notas            |
| ----------------- | ---- | ---------------- | ------------------ | ------- | ---------------- |
| Medalha de ouro   | 4    | Sarah Sjöström   | SWE Suécia         | 55.48   | Recorde mundial  |
| Medalha de prata  | 2    | Penny Oleksiak   | CAN Canadá         | 56.46   | WJR,             |
| Medalha de bronze | 6    | Dana Vollmer     | USA Estados Unidos | 56.63   |                  |
| 4                 | 7    | Lu Ying          | CHN China          | 56.76   |                  |
| 5                 | 3    | Rikako Ikee      | JPN Japão          | 56.86   | Recorde nacional |
| 6                 | 5    | Emma McKeon      | AUS Austrália      | 57.05   |                  |
| 7                 | 1    | Jeanette Ottesen | DEN Dinamarca      | 57.17   |                  |
| 8                 | 8    | Chen Xinyi       | CHN China          | 1:00.00 | DSQ[a]           |

a  Em 10 de dezembro de 2016, a FINA confirmou que Chen tinha testado positivo para substâncias ilegais nos Jogos. Seus resultados foram anulados, e ela recebeu uma proibição de dois anos sem competir.
Legenda
| Recorde mundial      | Recorde mundial (World record)               |                       | Recorde africano                      | Recorde africano (African) |                                           | Q | Classificado por posição (Qualified) |
| Recorde olímpico     | Recorde olímpico (Olympic record)            | Recorde da América    | Recorde da América (Americas)         | q                          | Classificado por melhor tempo (Qualified) |   |                                      |
| Melhor marca do ano  | Melhor marca do ano (World leading)          | Recorde asiático      | Recorde asiático (Asian)              | DNS                        | Não largou (Did not start)                |   |                                      |
| Recorde nacional     | Recorde nacional (National record)           | Recorde europeu       | Recorde europeu (European)            | DNF                        | Não terminou (Did not finish)             |   |                                      |
| Recorde pessoal      | Recorde pessoal do atleta (Personal best)    | Recorde da Oceania    | Recorde da Oceania (Oceania)          | DSQ / DQ                   | Desclassificado (Disqualified)            |   |                                      |
| Recorde da temporada | Recorde da temporada do atleta (Season best) | Recorde sul-americano | Recorde sul-americano (South America) | NM                         | Sem marca (No mark)                       |   |                                      |